# 艾恩厄伦
艾恩厄伦是德国莱茵兰-普法尔茨州的一个市镇。总面积4.89平方公里，总人口443人，其中男性215人，女性228人（2011年12月31日），人口密度91人/平方公里。